# Letonia en el Festival de la Canción de Eurovisión Junior
Letonia fue uno de los países fundadores que debutó en el I Festival de Eurovisión Junior en 2003.
Su puntuación media hasta su retiro es de 34,40 puntos.

## Participación
| 2003                           | Copenhague  | Dzintars Čīča                       | «Tu esi vasarā»              | 9  | 37 |
| 2004                           | Lillehammer | Mārtinš Tālbergs & C-Stones Juniors | «Balts vai melns»            | 18 | 3  |
| 2005                           | Hasselt     | Kids4Rock                           | «Es esmu maza jauka meitene» | 11 | 50 |
| No participó entre 2006 y 2009 |             |                                     |                              |    |    |
| 2010                           | Minsk       | Šarlote Lēnmane                     | «Viva la dance»              | 10 | 51 |
| 2011                           | Ereván      | Amanda Bašmakova                    | «Moondog»                    | 13 | 31 |
| No participó entre 2012 y 2025 |             |                                     |                              |    |    |

## Votaciones
Letonia ha dado más puntos a...
| N.º | País         | Pts |
| --- | ------------ | --- |
| 1   | Bielorrusia  | 42  |
| 2   | Rusia        | 28  |
| 3   | España       | 23  |
| 4   | Países Bajos | 21  |
| 5   | Reino Unido  | 19  |
| 6   | Rumania      | 17  |
| 7   | Dinamarca    | 16  |
| 7   | Bélgica      | 16  |
| 7   | Croacia      | 16  |
| 8   | Suecia       | 12  |
| 8   | Lituania     | 12  |
| 9   | Noruega      | 11  |
| 10  | Georgia      | 10  |
| 10  | Serbia       | 10  |

Letonia ha recibido más puntos de...
| N.º | País                | Pts |
| --- | ------------------- | --- |
| 1   | Lituania            | 15  |
| 2   | Macedonia del Norte | 14  |
| 2   | Bielorrusia         | 14  |
| 3   | Países Bajos        | 12  |
| 4   | Malta               | 11  |
| 5   | Moldavia            | 10  |
| 5   | Croacia             | 10  |
| 6   | Reino Unido         | 6   |
| 6   | Ucrania             | 6   |
| 7   | Bélgica             | 5   |
| 7   | Grecia              | 5   |
| 7   | Rusia               | 5   |
| 7   | Georgia             | 5   |
| 8   | Polonia             | 4   |
| 8   | Noruega             | 4   |
| 9   | Suecia              | 3   |
| 9   | España              | 3   |
| 10  | Rumania             | 2   |
| 10  | Serbia y Montenegro | 2   |

## Portavoces
| Año  | Portavoz          | 12 Puntos    |
| ---- | ----------------- | ------------ |
| 2011 | Sarlote Lenmane   | Países Bajos |
| 2010 | Ralfs Eilands     | Bielorrusia  |
| 2005 | Kristiana Stirane | Bielorrusia  |
| 2004 | Sabine Berezina   | Rumania      |
| 2003 | David Daurins     | España       |

- Datos: Q847061